# Aérospatiale (Socata) Epsilon
El Socata TB 30 Epsilon  es un avión de entrenamiento básico militar desarrollado por la empresa aeronáutica francesa Aérospatiale y fabricado por su filial SOCATA en Tarbes.

## Operadores
Portugal
- Fuerza Aérea Portuguesa: 16 en servicio.[1]

 Senegal
- Fuerza Aérea de Senegal: 2 en servicio.[2]

 Togo
- Fuerza Aérea de Togo: 3 en servicio.[3]

### Ex operadores
Francia
- Ejército del Aire Francés: 46 en servicio en 2010.[4] En servicio de 1963 a 2019.

## Especificaciones

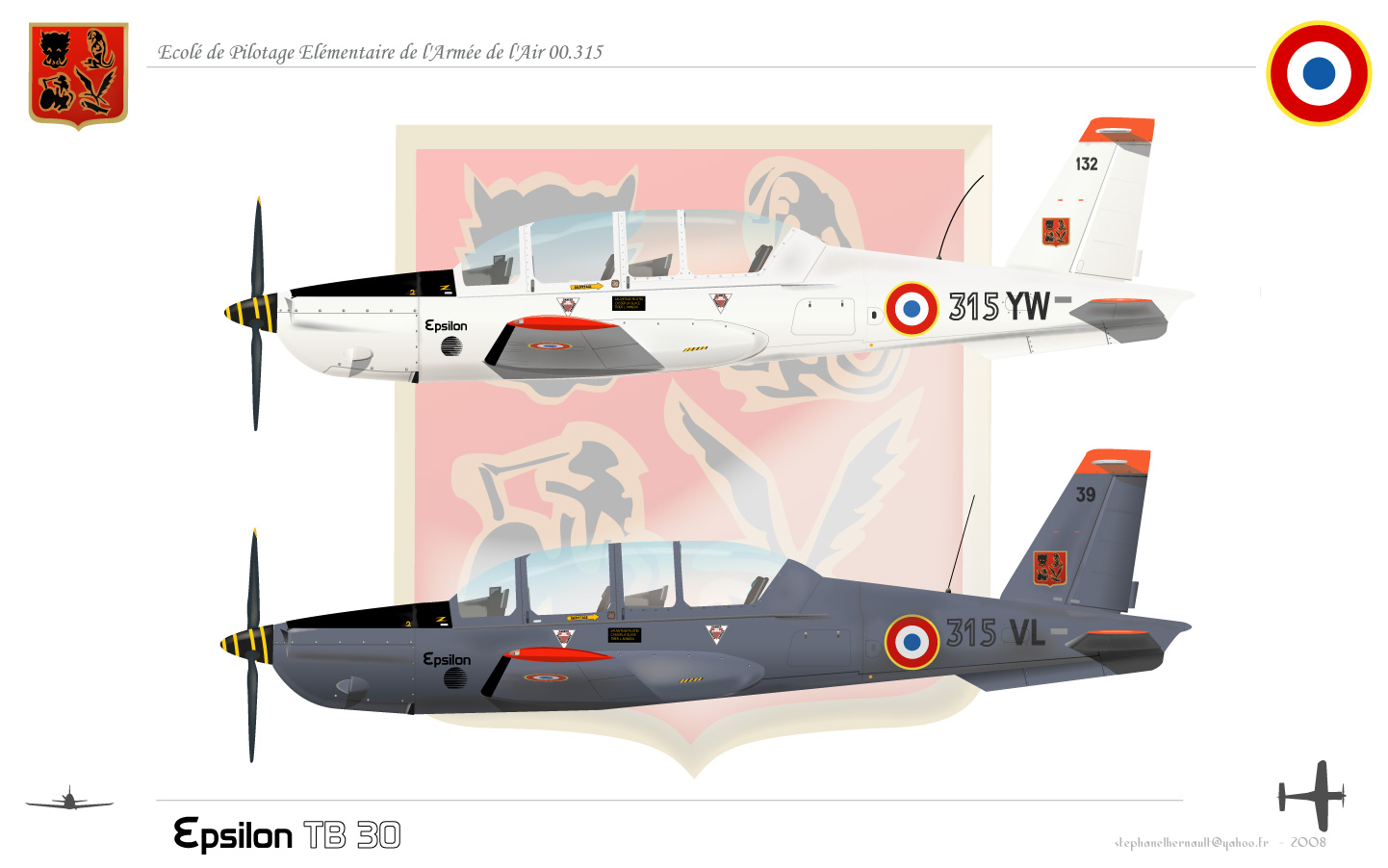
Epsilon TB 30

Referencia datos: The Encyclopedia of World Aircraft,

### Características generales
- Tripulación: 2 (instructor y alumno).
- Longitud: 7,6 m (24,9 ft)
- Envergadura: 7,9 m (26 ft)
- Altura: 2,7 m (8,7 ft)
- Superficie alar: 9 m² (96,9 ft²)
- Peso vacío: 932 kg
- Peso máximo al despegue: 1250 kg
- Planta motriz: 1× motor boxer Lycoming AEIO-540-L1B5D.
  - Potencia: 165 kW (222 HP; 225 CV)

### Rendimiento
- Velocidad nunca excedida (Vne): 520 km/h (323 MPH; 281 kt)
- Velocidad máxima operativa (Vno): 378 km/h (235 MPH; 204 kt)
- Velocidad crucero (Vc): 358 km/h (222 MPH; 193 kt)
- Velocidad de entrada en pérdida (Vs): 115 km/h (71 MPH; 62 kt)
- Alcance: 1300 m (4265 ft)
- Techo de vuelo: 7010 m (22 999 ft)
- Régimen de ascenso: 9,4 m/s (1850 ft/min)

### Desarrollos relacionados
- SOCATA TB

### Aeronaves similares
- ENAER T-35 Pillán